# L-SAM
Le L-SAM (acronyme de Long-range Sol-to-Air Missile, en hangul : 장거리 지대공 미사일 ; Romanisation révisée du coréen : Janggeori Jidaegong Misail) est un système de défense antimissile multicouches sud-coréen développé par l’Agence pour le développement de la défense (ADD). Ses performances sont supérieurs à celles des missiles MIM-104 Patriot et KM-SAM, presque le double des performances des missiles susmentionnés. Il dispose d’un système de lancement chaud qui est différent du KM-SAM, un type de missile avec lancement à froid.
Le développement du L-SAM Block 1 a été officiellement achevé en mai 2024 et il a été déclaré apte au combat par l'Administration du programme d'acquisition de la défense (DAPA),.

## Conception et développement
Le L-SAM a été développé dans le but d’abattre des missiles balistiques, tels que le KN-23 et le KN-24 de la Corée du Nord, dans la phase terminale de leur trajectoire. Il s’agit du système de missiles sol-air de niveau supérieur pour la défense multicouche dans le cadre du projet de défense aérienne et antimissile coréenne (KAMD) de la Force aérienne de la république de Corée, qui est prévu depuis le début des années 2020. Le niveau inférieur est composé de batteries de Patriot PAC-3 et KM-SAM,.
Le système L-SAM devrait utiliser deux types d’intercepteurs : l’un pour l’anti-aérien, destiné à cibler les menaces aériennes générales telles que les avions ou les missiles de croisière, et l’autre pour l’anti-balistique. Le missile antibalistique (ABM) se compose d’un total de trois étages et utilise un système hit-to-kill qui intercepte les cibles avec un véhicule de destruction doté de capteurs infrarouges et de capacités de contrôle de vol précises. L’intercepteur de missiles sera capable d’intercepter des missiles à des altitudes comprises entre 40 et 60 km. Le L-SAM a démontré sa capacité d’interception en réussissant trois des quatre tests d’interception de missiles entre novembre 2022 et juin 2023,.
Le développement du L-SAM Block 1 a été achevé en mai 2024, et la production en série commencera en 2025. Il sera déployé dans la Force aérienne de la république de Corée à partir de 2028,.

### Configuration de la batterie

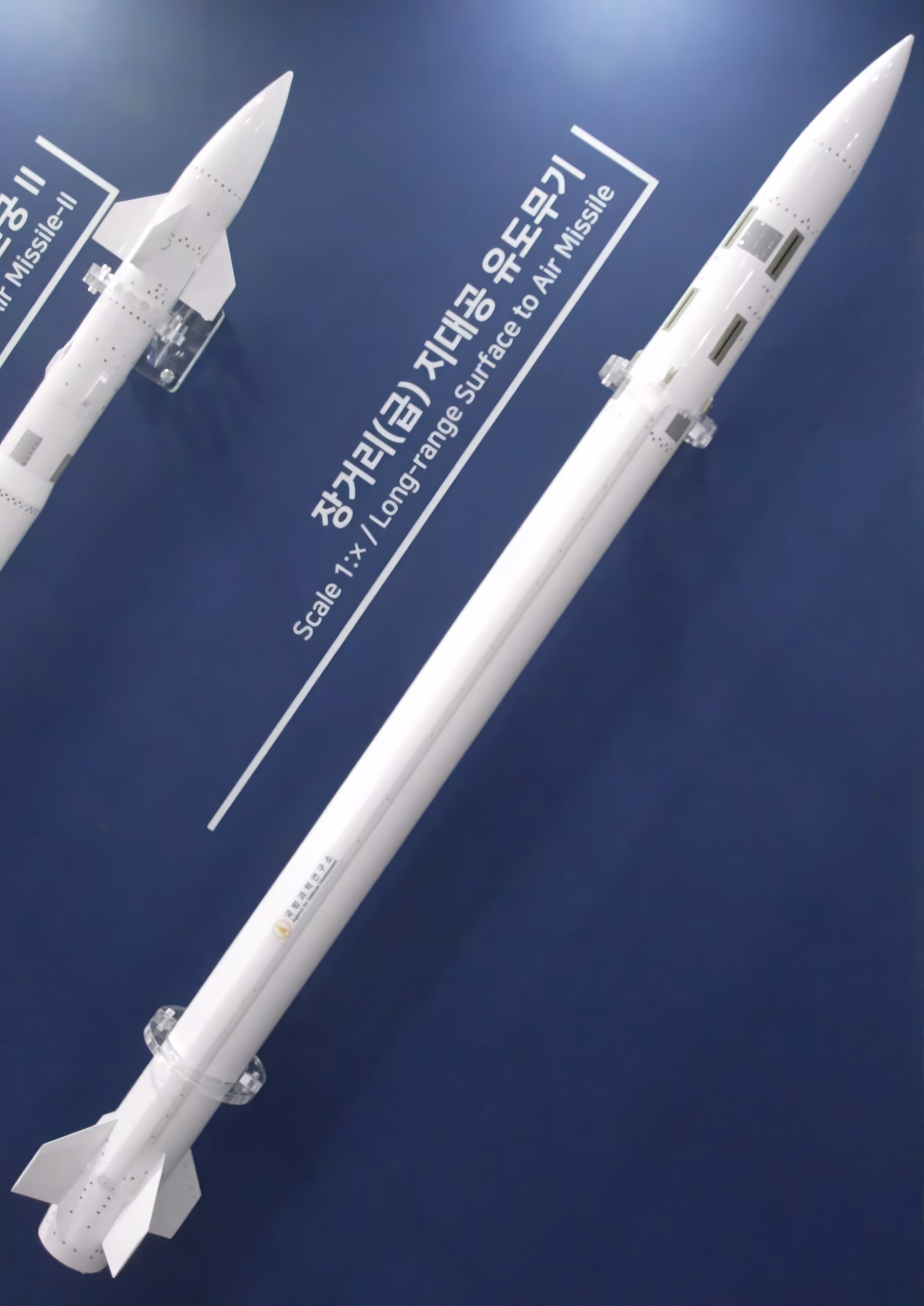
Une maquette du missile sol-air L-SAM

La batterie L-SAM est composée d’un radar multifonction, d’un centre de commandement et de contrôle (C2), d’un poste de contrôle de combat et de quatre lanceurs montés sur camion, deux de chaque type de missile,. Elle utilise un radar AESA en bande S monté sur remorque,.
- Centre de commande et de contrôle : 1
- Poste de contrôle de combat : 1
- Radar multifonction : 1
- Lanceurs : 4
- Missiles par lanceur : 6 (missiles sol-air et missiles antibalistiques)

## Améliorations

### L-SAM Block-II
Le 25 avril 2023, le 153e Comité de promotion du programme d’acquisition de la défense a délibéré et approuvé un plan visant à développer un nouveau système de défense antimissile avec une altitude d’interception plus élevée que le L-SAM existant, avec un budget de 2,71 billions de wons d’ici 2027. Le nouveau système de missiles, nommé L-SAM 2, comprend des missiles intercepteurs à haute altitude et des missiles d’interception à phase de plané (GPI), et est estimé à une altitude d’interception de 180 km.